# کولوملیا
کولوملیا (نام علمی: Columellia) نام یک سرده از تیره کولوملایان است.